# Wienova aproksimacija
Wienova aproksimacija (ponegdje nazvana Wienov zakon ili Wienova razdioba) je zakon fizike koji se koristi za opis spektra toplinskog zračenja (često nazivano funkcija crnog tijela). Zakon je prvi izveo Wilhelm Wien 1896. godine. 
Prema Wienu, valna duljina koja odgovara maksimumu izračene energije (λm) obrnuto je srazmjerna apsolutnoj temperaturi
Jednadžba dobro opisuje kratkovalni dio spektra (visoka frekvencija) toplinskog zračenja s objekata, ali zakazuje kad treba objasniti podatke dobivene pokusima za zračenje dugih valova (niska frekvencija). Wienova aproksimacija nije uspjela riješiti problem ultraljubičaste katastrofe, kao ni Rayleigh-Jeansov zakon nekoliko godina poslije, nego tek Max Planck svojim zakonom.